# Demografia da Póvoa de Varzim

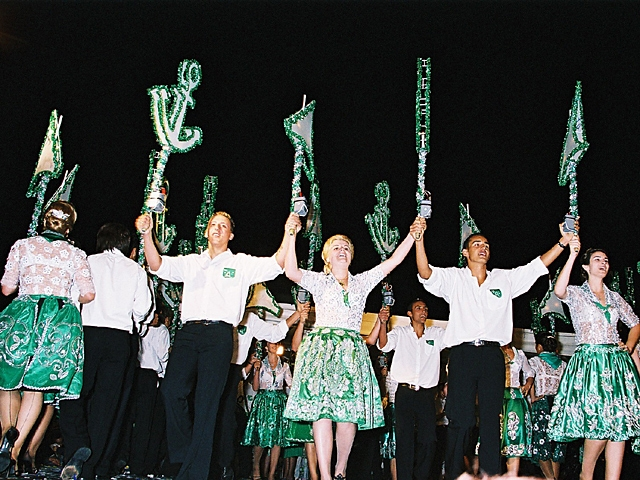
Um grupo heterogeno de poveiros durante as festas de São Pedro de 2006.

Um habitante da Póvoa de Varzim é conhecido por Poveiro. Muitos residentes consideram inoportuno o termo Povoense, tal como o de chamar à sua cidade Póvoa "do" Varzim, o que é usual na imprensa nacional.
Em 2005, num estudo publicado pelo Jornal Expresso, o município da Póvoa de Varzim foi considerado como o sétimo município português mais desenvolvido a nível nacional, e como o mais desenvolvido no distrito do Porto. A nível nacional, o município foi visto como o primeiro no desenvolvimento social (índice de 0,98); segundo na distribuição de ecopontos (26 por 1000 habitantes); terceiro na taxa de natalidade (13,5 por 1000 habitantes); quarto no índice de envelhecimento (64,4) e ocupa o quinto lugar no número de médicos por habitante (3,4 por 1000 habitantes) e na taxa de desemprego (6,2%). O jornal Primeiro de Janeiro laureou a Póvoa na mesma altura como o "município do futuro" do Douro litoral devido a campos como ambiente, património cultural, música, desporto e eventos literários.
Em 2005, existiam 65 882 habitantes no município da Póvoa de Varzim, segundo estimativas do Instituto Nacional de Estatística.. De acordo com o Censo de 2001, existiam 63 470 habitantes nesse ano, sendo que 38 848 (61,2%) da população vivia na cidade (composta por três freguesias). A população de todo o município cresceu apenas 1% entre 1981 e 1991, acelerando para 15,8% entre 1991 e 2001. No mesmo período, a população urbana cresceu 23%, com o número de famílias a aumentarem bastante, cerca de 44,5%. 
A densidade populacional na área urbana é de 3035 hab./km² e na rural de 355,5 hab./km². As áreas rurais afastadas da cidade tendem a ser muito pouco povoadas, tornando-se mais densas quanto mais próximas da cidade, assim cerca de 50 000 pessoas vivem numa mesma área no concelho, na cidade e áreas rurais adjacentes. O número sobe para 100 000 quando se considera toda a área envolvente. Durante o Verão a população residente na cidade triplica, este movimento sazonal proveniente de cidades vizinhas é motivado pela praia.
Segundo o Plano de Urbanização, em 2011 a cidade propriamente dita terá uma população de 46 170 habitantes, o que representa um aumento de quase 19%. A população continuará predominantemente jovem (17,5%) se bem que com menor peso dado que a população idosa irá crescer para 14,2%. A Póvoa de Varzim é a cidade mais jovem do Grande Porto, com uma taxa de natalidade de 13,665 e de mortalidade de 8,330. Em 2004, nasceram no Hospital da Póvoa cerca de 1420 bebés, o que representa um aumento na natalidade, e espera-se que o número volte a atingir os 1500 bebés, número regular anteriormente.
A comunidade piscatória poveira devido à prática da endogamia e ao sistema de castas conseguiu manter um carácter étnico local, que no início do século XX, antropólogos classificaram a população local como sendo uma comunidade semito-normanda, isto é, composta por descendentes de fenícios e viquingues.
Numa pesquisa publicada em «O poveiro» em 1908, Fonseca Cardoso considerou que um elemento antropológico dolicocéfalo, de nariz aquilino, era de origem semito-fenícia. Dados antropológicos e culturais indicam, também, a colonização de pescadores nórdicos durante a fase do repovoamento do litoral.
Devido a esse sistema de castas que perdurou até ao século XX, a população manteve-se heterogénea durante séculos: o homem do litoral era dedicado à pesca e era ruivo e corpulento, o do interior agricultor e de carácter galego (português típico do norte). Contudo, este sistema de castas acabou por ceder com o crescimento urbano e a população tem-se vindo a tornar homogénea.
| Freguesia   | População | Area (ha) | Densidade h/km² |
| ----------- | --------- | --------- | --------------- |
| P. Varzim   | 27 613    | 525       | 5 297,1         |
| A Ver-o-Mar | 8 943     | 521       | 1 720,0         |
| Aguçadoura  | 4 519     | 347       | 1 305,5         |
| Beiriz      | 3 223     | 431       | 749,2           |
| Amorim      | 2 848     | 565       | 505,5           |
| Estela      | 2 601     | 1 173     | 221,3           |
| Rates       | 2 534     | 1 388     | 182,9           |
| Terroso     | 2 475     | 463       | 533,9           |
| Balazar     | 2 463     | 1 157     | 213,9           |
| Argivai     | 2 153     | 232       | 942,7           |
| Laundos     | 2 140     | 999       | 219,9           |
| Navais      | 1 676     | 423       | 397,9           |

A população original era composta por povos castrejos (de origem mista celta e pré-celta) que mantinham relações comerciais especialmente com Fenícios/Cartagineses, mas que entraram em contacto com romanos, após a anexação da região pelo Império Romano. Com a queda do império chegaram vários povos, dos quais se destacam os suevos e os viquingues que colonizam a região.
A Póvoa de Varzim tem fornecido população a outros locais desde a Reconquista até recentemente. De notar que os poveiros tendem a formar associações próprias nos países de acolhimento, existindo casas de poveiros no Brasil (Rio de Janeiro e São Paulo), África do Sul e Canadá. Devido a casamentos mistos e movimentações nas classes piscatórias, as Caxinas em Vila do Conde e a áreas piscatórias de Esposende e Matosinhos sofrem uma forte influência cultural poveira. Em última análise, esta característica migratória atenuou o crescimento populacional.
Em contrapartida, durante a emigração no século XX muitos brasileiros (portugueses emigrados no Brasil) regressavam para a sua terra natal. E, nos dias de hoje, o fluxo migratório é inverso, sendo de destacar a entrada de ucranianos, brasileiros (nacionais), chineses e russos. No entanto, são as pessoas oriundas de concelhos vizinhos que correspondem a mais vantagens (em especial junto do governo central) e ao mais importante incremento populacional o qual o município procura agora captar.